# Opisthoncus rubriceps
Opisthoncus rubriceps là một loài nhện trong họ Salticidae.
Loài này thuộc chi Opisthoncus. Opisthoncus rubriceps được Tord Tamerlan Teodor Thorell miêu tả năm 1881.